# Basilique du Sacré-Cœur de Zagreb
Pour les articles homonymes, voir Basilique du Sacré-Cœur.
La basilique du Sacré-Cœur (en croate : Bazilika Srca Isusova) est un édifice religieux catholique sis à Zagreb, la capitale de Croatie. Construite à la fin du XIXe siècle et consacrée au Sacré-Cœur de Jésus l'église fut élevée au rang de basilique mineure en 1941. Depuis le début les services pastoraux y sont assurés par les Jésuites.

## Histoire
Le projet de l'église prit quatre décennies avant d'être réalisé. le début de sa construction est liée au retour des jésuites à Zagreb. L'archevêque Juraj Haulik fit don de 60 000 forints pour la construction de l'église en 1860, auxquels l'archevêque Juraj Posilović ajouta 12 000 autres. En 1898, le terrain pour la nouvelle église avec une résidence religieuse fut acquis.
L'église fut édifiée dans le style néo-baroque selon les plans de l'architecte Janko Holjac. Sa consécration eut lieu en 1902 mais il fallut une décennie de plus pour achever l'aménagement intérieur. En 1941, le pape Pie XII éleva l'église au rang de basilique mineure. En 1977, l'église devint 'église paroissiale' .

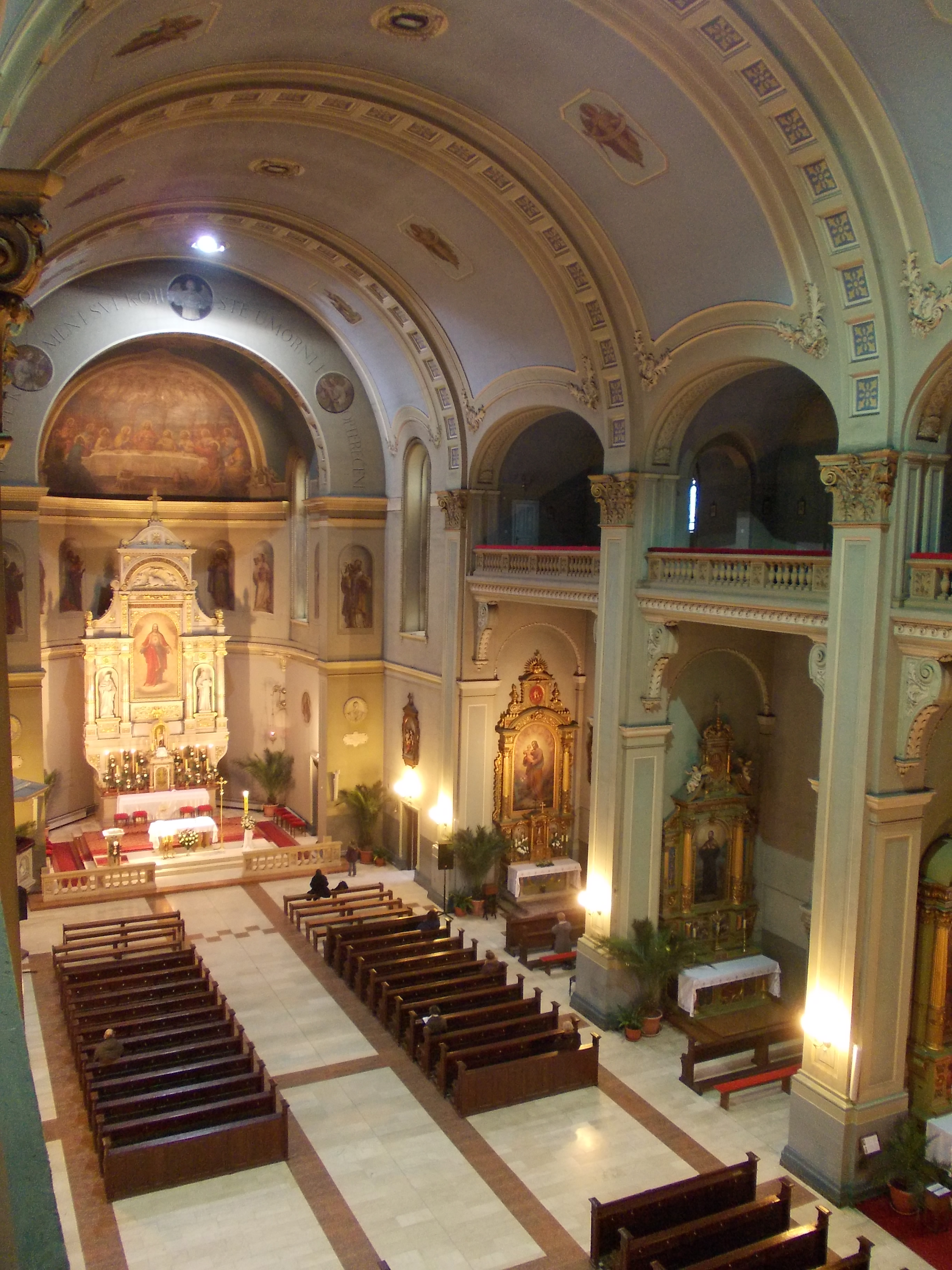
La nef et le chœur de la basilique

Lors d'un tremblement de terre le 22 mars 2020, une partie du plafond de l'église s'effondra .

## Architecture
L'église à nef unique est fermée par une abside pentagonale. Les chapelles, sur lesquelles court la galerie, s'écartent sur le côté. La voûte en berceau de la nef s'élève à 20 mètres de haut et s'étend sur une largeur de 13 mètres, la superficie de l'intérieur atteint ainsi 800 m2, auxquels se trouvent également le chœur et les tribunes, de sorte que l'église peut accueillir 3 000 visiteurs.

## Mobilier
Le maître-autel avec une grande image du Christ a été érigé en 1906. Au-dessus, il y a une croix de marbre ornée de bijoux et en dessous une image sculptée de l'Agnus Dei. Les chapelles latérales ont chacune leur autel. Toujours en 1906, l'orgue fut installé par Rieger Orgelbau de Jägerndorf, aujourd'hui Krnov.

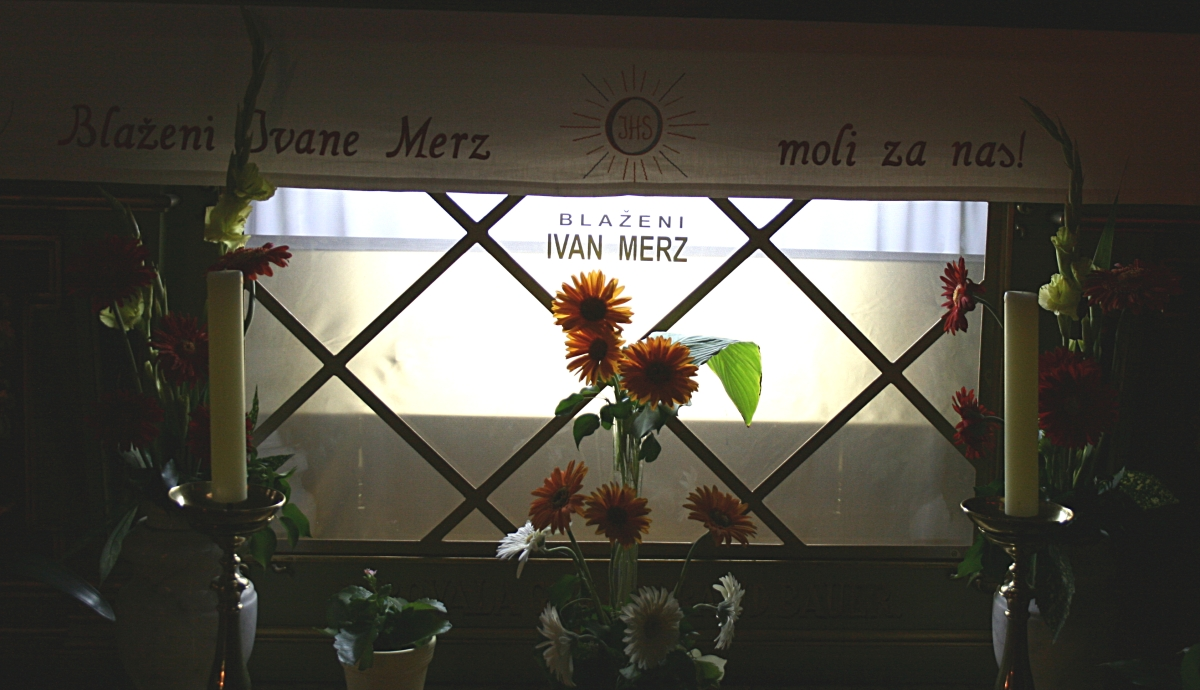
La tombe d'Ivan Merz, dans la basilique

## Personnalité
- La dépouille d'Ivan Merz (1896-1928), béatifié en 2003, se trouve dans la basilique. Il était un fréquent visiteur de l'église.